# Хоувит, Уильям
Уильям Хоувит (англ. William Howitt; 1792—1879) — английский писатель и историк.

## Биография
Уильям Хоувит родился 18 декабря 1792 года в английском графстве Дербишир в семье квакеров. Получил образование в Ackworth School.

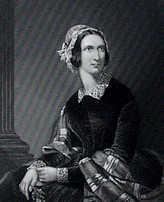
Мария Хоувит (Ботам)

В 1814 году он дебютировал на литературном поприще опубликовав стихотворение о влиянии природы и поэзии на национальный дух.
Среди его наиболее известных трудов были, в частности, следующие: «Нistory of priestcraft»; «Tales of Pantika»; «Colonization and christianity»; «German experiences»; «The aristocracy of England»; «The hall and the hamlet»; «Visits to remarkable places» (роскошное изд.); «Homes and haunts of the British poets»; «Natural history of magic»; «Land, labour and gold»; «The man of the people»; «History of the supernatural in allages and nation»; «The religion of Rome by a Roman».
В 1814 году он женился на английской писательнице Марии Хоувит (Ботам) (1799—1888). Вместе с женой им были изданы: «The forest ministrel»; «The desolation of Eyam» и другие произведения; самостоятельно его супруга написала ряд стихов и рассказов, а также напечатала несколько детских книг.
В конце жизни писатель посвятил себя почти исключительно спиритизму.
Уильям Хоувит скончался 3 марта 1879 года в городе Риме.